# Кірпотенко Сергій Антонович
Кірпотенко Сергій Антонович (14 червня 1875, Полтава, Російська імперія — ?) — генеральний хорунжий Армії Української Держави.

## Життєпис
Народився у місті Полтава. 
Закінчив Полтавську класичну гімназію, військово-училищний курс Київського піхотного юнкерського  училища (у 1895 році), служив у 7-й артилерійській бригаді. Закінчив Миколаївську академію Генерального штабу за 1-м розрядом (у 1901 році), обіймав штабові посади у Київському військовому окрузі. З 6 грудня 1911 року — полковник, начальник відділення Головного управління Генерального штабу. Брав участь у Першій світовій війні: начальник штабу 15-ї піхотної дивізії, командир полку. З 21 жовтня 1916 року — генерал-майор. З 11 травня 1917 року — начальник штабу 23-го армійського корпусу. З 14 липня 1917 року — начальник 20-ї піхотної дивізії. З 22 вересня 1917 року — начальник штабу 11-ї армії Південно-Західного фронту. Був нагороджений Георгіївською зброєю.
В українській армії з 10 березня 1918 року — в. о. 1-го отаман-квартирмейстера Генерального штабу УНР, згодом — Української Держави. З 8 червня 1918 року (фактично - з 31 травня 1918 року) - в. о. начальника 5-ї пішої дивізії Армії Української Держави. 
Доля після грудня 1918 року невідома.